# 中国人民解放军海军政治工作部文工团
中国人民解放军海军政治工作部文工团，简称海政文工团，位于北京市海淀区西三环中路19号，是中国人民解放军海军政治工作部直属单位、文工团。

## 沿革
中国人民解放军海军政治工作部文工团的前身是中国人民解放军海军政治部文工团（简称“海政文工团”），成立于1951年5月19日，是由中国人民解放军第四野战军编入中国人民解放军海军的几个部队文工团合编而成。
海政文工团下设有中国人民解放军海军政治部文工团歌剧团（简称“海政歌剧团”）、中国人民解放军海军政治部文工团歌舞团（简称“海政歌舞团”）、中国人民解放军海军政治部文工团话剧团（简称“海政话剧团”）。其中，海政话剧团的前身是1953年组建的中国人民解放军海军政治部文工团话剧队，1959年底扩建为中国人民解放军海军政治部文工团话剧团。
1986年，海政话剧团被撤销，人员组成“中国人民解放军海军政治部电视艺术室”（1988年6月成立中国人民解放军海军政治部电视艺术中心）；同时海军艺术骨干整编合并，成立“中国人民解放军海军政治部歌舞团”（简称“海政歌舞团”）。另外，1986年2月，新成立了“中国人民解放军海军军乐团”。海政文工团由此走入历史。
海政歌舞团曾赴炮击金门的福建前线，获前线指挥部授予“钢铁文艺战士”锦旗；曾赴长江抗洪第一线，立集体三等功；曾赴驻香港三军部队慰问，被称为“来港文艺团体最深入基层第一团”；曾赴南沙群岛中最远最小的岛礁，被守礁官兵誉为“荣誉南沙卫士”。海政歌舞团在国家及中国人民解放军的大型晚会中参演人数最多，同时还积极为地方政府、企业、民众演出。海政歌舞团多次代表国家及中国人民解放军，通过组团或者随舰出访，先后到美国、俄罗斯、日本、朝鲜、泰国等二十多个国家及地区访问演出。
2010年时，海政歌舞团团长高山、政委左津玲、副团长宋祖英、副团长田春波、艺术指导王付林。2006年5月，海政歌舞团政委王俭宣布，宋祖英出任海政歌舞团副团长，主管歌舞及培养新人业务，享受正师级干部行政待遇。2013年8月9日，海政歌舞团内部大会宣布了该团新任领导班子，宋祖英出任海政歌舞团团长。
在深化国防和军队改革中，2016年该团更名为中国人民解放军海军政治工作部文工团。
2018年9月10日下午，根据中央军事委员会整编命令，中国人民解放军海军政治工作部文工团建制撤销，除少数人员分流至中国人民解放军文化艺术中心文艺部外，所属现役军人全部退役、文职人员全部解聘。

## 历任领导
（以下团长在文工团总团存在期间以总团为主，在文工团总团撤销时期以歌舞团为主）
| 团长 - 赵忠（？—？） …… - 王建华（？—1980年） - 胡士平（1980年—？） - 李星（？—？） …… - 夏英模大校（？—2005年） - 高山大校（2005年—2013年） - 宋祖英大校（2013年—） | 政治委员 - 辛可久（？—？） …… - 雷凤鸣（？—1984年） …… - 左津玲大校（？—2005年） - 王俭大校（2005年—？） |

## 代表剧目
海政歌舞团的歌剧《红珊瑚》成为中国歌剧经典之作；歌舞《水兵的光荣》将毛泽东主席第一次视察海军舰艇部队这一事件搬上艺术舞台；苏小明演唱的《军港之夜》开中华人民共和国流行歌曲之先河；大型油画《检阅》在全国美展夺得解放军文艺奖。1950年代，海政歌舞团有歌曲《人民海军向前进》、军乐《载歌载舞的人们》、魔术《古彩戏法》等等；1970年代，海政歌舞团有歌剧《壮丽的婚礼》、歌曲《我爱这蓝色的海洋》（胡宝善演唱）、《太阳最红毛主席最亲》（卞小贞演唱）、《泉水叮咚响》（卞小贞演唱）、舞蹈《骨肉情深》、相声《帽子工厂》（常贵田、王佩元表演）等；1980年代有歌曲《军港之夜》（苏小明演唱）、《妈妈的吻》（程琳演唱）、《爱的奉献》、《大海和白云》、《妈妈我们远航回来了》（苏小明演唱）、《水兵进行曲》、舞蹈《华夏喜鼓》等等；1990年代有歌剧《歌仙·小野小町》、歌曲《父老乡亲》、《无悔的选择》、《水兵的祖国》、《画太阳》、《海边渔火》、《在那水天相连的地方》、《白浪花》、《海岛谣》、《红月亮》、舞蹈《相逢离别时》、《踏浪女兵》、《红风筝》、《波涛之上》等。此外，海政歌舞团作曲家的知名作品还有歌曲《克拉玛依之歌》、《木鱼石的传说》、《楼兰姑娘》、《中国的月亮》、《白发亲娘》、《众人划浆开大船》等，器乐曲《母亲》、《故土》等。21世纪初，海政歌舞团先后创作排演了大型晚会《在洒满阳光的航道上》、《太阳·军旗·大海》、《人民海军忠于党》，音乐剧《赤道雨》。

## 优秀人才
原海政歌舞团涌现出许多知名艺术家，如吕文科、胡宝善、卞小贞、梁长喜、苏小明、李默、程琳、常宝华、常贵田、李洪基、杨宝林、宋祖英、范琳琳、吕继宏、姚貝娜、常思思、等等。